# Telestula tubaria
Telestula tubaria is een zachte koraalsoort uit de familie Clavulariidae. De koraalsoort komt uit het geslacht Telestula. Telestula tubaria werd in 1889 voor het eerst wetenschappelijk beschreven door Wright & Studer. 